# Curt Bruns
Curt Bruns, född 12 mars 1915 på ön Juist, död 14 juni 1945 i Denstorf, Vechelde, var en tysk kapten. 
Den 20 december 1944 – i samband med Ardenneroffensiven – togs omkring 300 amerikanska soldater till fånga av en bataljon i tyska 18. Volksgrenadier-Division. Bruns ledde denna bataljon, som befann sig i närheten av Bleialf. Det kom snart till Bruns kännedom att två av krigsfångarna, Kurt R. Jacobs och Murray Zappler, var judar. Bruns utbrast då: "Juden haben kein Recht, in Deutschland zu leben" ("Judar har inte någon rätt att befinna sig i Tyskland.") Därpå beordrade Bruns att de två omedelbart skulle arkebuseras.
Bruns greps den 7 februari 1945 och ställdes den 7 april inför rätta inför en amerikansk militärdomstol i Düren. Bruns dömdes till döden för krigsförbrytelser och avrättades genom arkebusering.